# UDA Gramenet
UDA Gramenet is een Spaanse voetbalclub uit het Catalaanse Santa Coloma de Gramenet. De club werd opgericht in 1923. Thuiswedstrijden worden afgewerkt in het Nou Camp Municipal, dat een capaciteit van 5.000 plaatsen heeft.

## Gewonnen prijzen
- Kampioen Segunda División B: 1994, 2001
- Kampioen Tercera División: 1992

## Bekende spelers
- Dimas Delgado
- Evo Guzmán
- Miki
- Oleguer Presas
- Curro Torres